# Holoaden luederwaldti
Espèce
Statut de conservation UICN

 DD  : Données insuffisantes
Holoaden luederwaldti est une espèce d'amphibiens de la famille des Craugastoridae.

## Répartition
Cette espèce est endémique du Sud-Est du Brésil. Elle se rencontre entre 1 500 et 2 500 m d'altitude dans les montagnes des États du Minas Gerais, de Rio de Janeiro et de São Paulo.

## Étymologie
Cette espèce est nommée en l'honneur de Herman Luederwaldt.

## Publication originale
- Miranda-Ribeiro, 1920 : Algumas considerações sôbre Holoaden lüderwaldti e gêneros correlatos. Revista do Museu Paulista, vol. 12, p. 317-320 (texte intégral).